# Brandeckkopf
Der Brandeckkopf liegt am Westrand des Schwarzwalds und ist mit 685,8 m ü. NHN der höchste Berg von Offenburg.
Er liegt im Ortsteil Zell-Weierbach. Auf seinem Gipfel befindet sich der 23 m hohe, 1895 aus Stampfbeton erbaute Brandeckturm, ein Aussichtsturm. Der Berg liegt inmitten des 1897 ha großen Landschaftsschutzgebietes Brandeck.